# Mujer transparente
Mujer transparente és una pel·lícula cubana d’antologia del 1990 produïda per l'ICAIC i dirigida per Mario Crespo, Ana Rodríguez, Mayra Segura, Héctor Veitia i Mayra Vilasis.

## Argument
La pel·lícula es desenvolupa a través de cinc històries. Cadascuna d'elles narra la situació d'una dona a la vora d'una elecció.
Història I
Isabel: casada, amb fill adolescent i considerada un element purament domèstic a la llar, és proposada en el seu treball per a un càrrec de direcció, la qual cosa la fa qüestionar-se la seva vida anterior.
Història II
Adriana: soltera d'educació tradicional intenta omplir la seva solitud inventant-se un romanç amb un treballador telefònic que li farà un arranjament a la seva casa.
Història III
Julia, després d'anys de matrimoni, descobreix que el seu marit té una amant. Comença llavors a reconsiderar la seva relació matrimonial i inicia un romanç amb un estudiant.
Història IV
Zoe: rebel i immadura rep en el garatge on viu a un dirigent estudiantil, qui posa de manifest la seva doble moral.
Història V
Laura: es debat davant el dubte de rebre o no a una vella amiga que viu a l'exili. Esperant, recorda el passat i reflexiona sobre les contradiccions en què estan immerses les seves vides.

## Repartiment
Historia I
- Isabel Moreno
- Manuel Porto
- Vivian Agramonte
- Orlando Fundicheli

Historia II
- Verónica Lynn
- César Évora
- Oriol de la Torre

Historia III
- Mirtha Ibarra
- Jorge Martínez
- Rolando Núñez

Historia IV
- Leonor Arocha
- Leonardo Armas

Historia V
- Selma Soreghi
- Leonor Arocha

## Reconeixements
Va participar en la secció Zabaltegi (zona oberta) del Festival Internacional de Cinema de Sant Sebastià 1990. També va participar al Festival Internacional del Nou Cinema Llatinoamericà de l'Havana de 1990, on va guanyar el Pemi FIPRESCI a la millor pel·lícula i el premi a la millor edició.